# Nikolai Nissen Paus

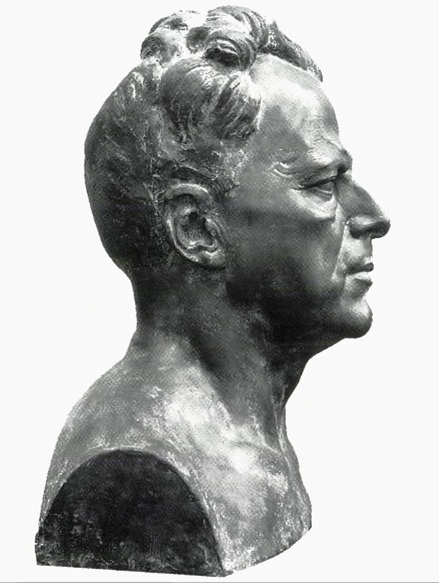
Nikolai Nissen Paus

Nikolai Nissen Paus (* 4. Juni 1877 in Christiania; † 23. Dezember 1956 in Tønsberg) war ein norwegischer Chirurg, Direktor des Vestfold-Krankenhauses von 1918 bis 1947 und Präsident des Norwegischen Roten Kreuzes 1945–1947 (Vizepräsident 1930–1945). Er war einer der führenden norwegischen Ärzte seiner Zeit.

## Leben
Nikolai Nissen Paus gehörte der Familie Paus an und war Sohn des Pädagogen Bernhard Cathrinus Pauss und Anna Henriette Wegner, und Enkel des Industriellen Benjamin Wegner und dessen Frau Henriette Seyler. Er war Urenkel des Hamburger Bankiers Ludwig Erdwin Seyler. Sein Sohn Bernhard Paus war ebenfalls Chirurg und Großmeister des Norwegischen Freimaurerordens.
Er war auch Freimaurer und dritthöchster Amtsträger des Norwegischen Freimaurerordens.

## Ehrungen
- Ehrenzeichen 1. Klasse des Belgischen Roten Kreuzes (1938)
- Finnischer Orden des Freiheitskreuzes mit Schwertern (1941)
- Orden für Verdienste um das Gesundheitswesen (Frankreich) (1947)
- Verdienstkreuz des Finnischen Roten Kreuzes (1947)
- Ritter 1. Klasse des Sankt-Olav-Ordens für „lange und verdienstvolle humanitäre Arbeit“ (1948)
- Ehrenmitglied des Norwegischen Roten Kreuzes
- Ehrenzeichen des Norwegischen Fraumaurerordens